# アキレアス＝アンドレアス
アキレアス＝アンドレアス（Achileas-Andreas, 2000年8月12日 - ）は、ギリシャの王子。パウロス元王太子とマリー・シャンタルの次男であり、コンスタンティノス2世元国王とアンナ＝マリア元王妃は祖父母にあたる。マリア＝オリンピア、コンスタンティノス・アレクシオス、オディッセアス＝キモン、アリステイデ・スタウロスは兄弟にあたる。
| 上位 コンスタンティノス・アレクシオス | 〈名目上〉ギリシャ王位継承権者 継承順位第2位          | 下位 オディッセアス＝キモン |
| 上位 コンスタンティノス・アレクシオス | イギリス王位継承順位 他の英連邦王国の王位継承権も同様 | 下位 オディッセアス＝キモン |